# پاپیتال شیطان
پاپیتال شیطان، پوتوس (نام علمی: Scindapsus) نام یک سرده از تیره گل‌شیپوریان است. این جنس در حدود ۲۰ گونه گیاه بالارونده با برگ‌های گوناگون دارد که بومی مالزی هستند. گونه‌ها و فرم‌های اصلاح شده چندی از این جنس به ایران وارد و به صورت گیاهانی همیشه سبز و سایه پسند نگهداری می‌شوند.